# Compaq Portable III
El Compaq Portable III, era un equip llançat per Compaq Computer Corporation el 1987. Es va anunciar com a molt més petit i més lleuger que els anteriors ordinadors portàtils, però, era encara molt gran per als estàndards d'avui. El seu preu de venda al moment del seu llançament va ser de 4999 USD per a un model equipat amb una CPU 286 a 12 mhz, 640Kb RAM, 1.2mb 5.25 "floppy, 20mb hard disk, i una pantalla de 10" de color ambre, amb una segona opció de 5799 USD amb una ampliació de 40 mb de disc dur.